# 番禺大桥
番禺大桥位于中国广东省广州市，是一座斜拉桥，横跨珠江沥滘航道，与洛溪大桥平行，连接海珠区及番禺区，北接华南快速干线，南接迎宾路与番禺大道，是广州市区通往番禺、南沙、中山、珠海的重要通道；大桥于1994年12月29日动工，1998年7月建成，9月才投入营运，全长4.8公里，其中主桥长3.45公里，主跨380米，桥塔高143.8米，通航净高34米，双向八车道，收费站设在南端。
番禺大桥由广东番禺大桥有限公司负责管理，建造原意是纾缓洛溪大桥的压力，但由於番禺大桥为收费道路，很多车辆都仍选择使用洛溪大桥，导致洛溪大桥负荷过重。因此，政府对洛溪大桥实行交通管制，禁行的车辆一律改行番禺大桥、新光大桥及南沙港快速路，以纾缓洛溪大桥的压力。
番禺大桥是 华南快速的一部分。

## 收费标准
1. 一类车：(如：私家小轿车、吉普车等)：¥5
2. 二类车：(如：面包车、轻型货车、小客车等)：¥8
3. 三类车：(如：中大型客车、中型货车等):¥10
4. 四类车：(如：大型货车、大型拖挂车、20英尺长集装箱车等):¥15
5. 五类车：(如：重型货车、重型拖挂车、40英尺长集装箱车等):¥20